# Cuisine luxembourgeoise

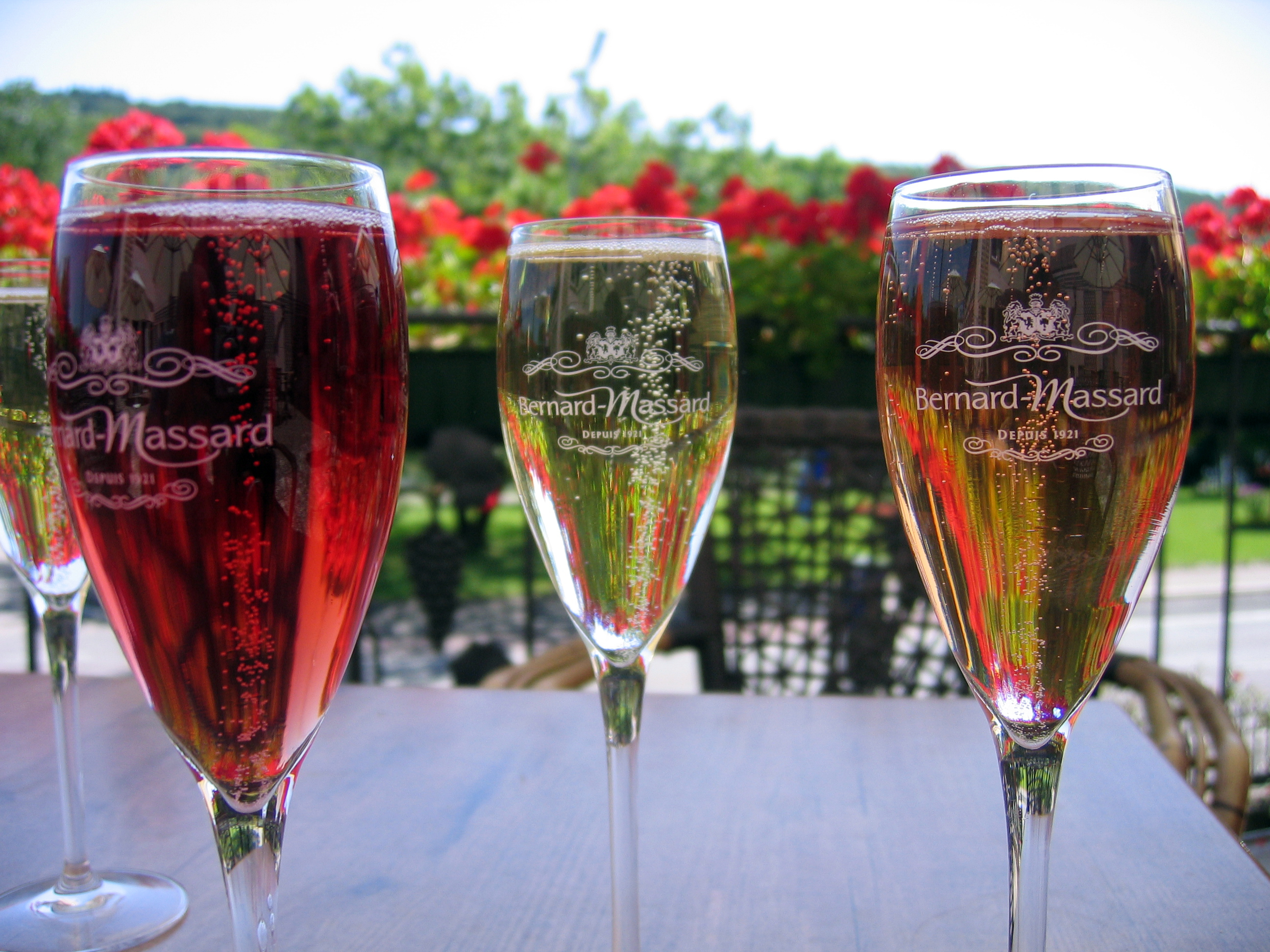
Crémant de Luxembourg.

Bien que la cuisine luxembourgeoise soit ouverte aux goûts internationaux, la cuisine locale a une origine rurale et paysanne forte, avec des charcuteries, des vins, des fromages et des spécialités festives.

## Les entrées

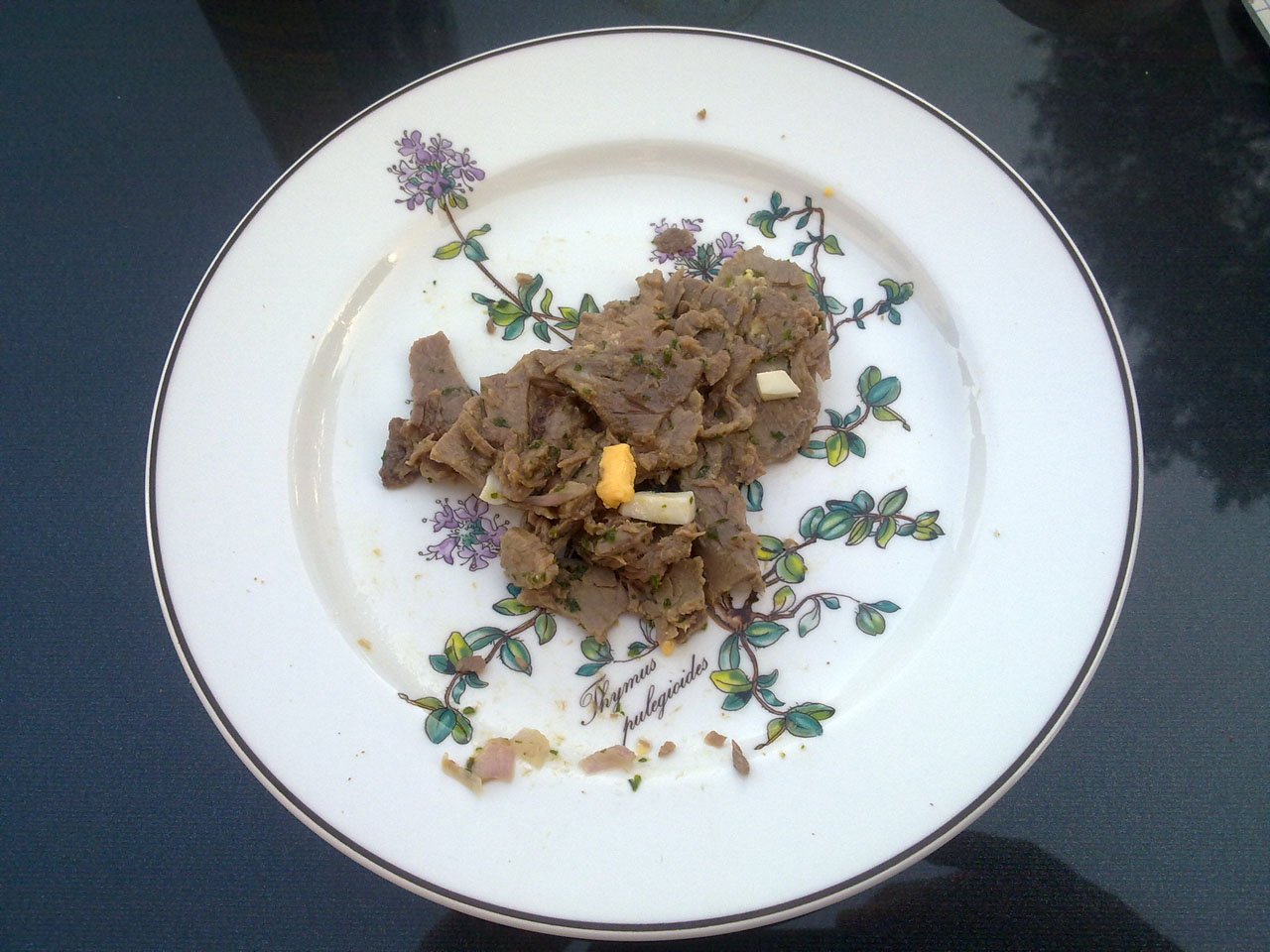
Feierstengszalot.

- Feierstengszalot, salade de viande de bœuf

## Les poissons
- Fritür, friture de poissons

## Les viandes
- Fierkelsjelli, porcelet en gelée
- La Hameschmier, tartine au jambon d'Ardenne
- La Rieslingspaschtéit, pâté au riesling
- La Mettwurscht, saucisse fumée
- La Lëtzebuerger Grillwurscht, saucisse du type Thuringer
- Judd mat Gaardebounen, collet de porc fumé

## Les potages/soupes aux légumes

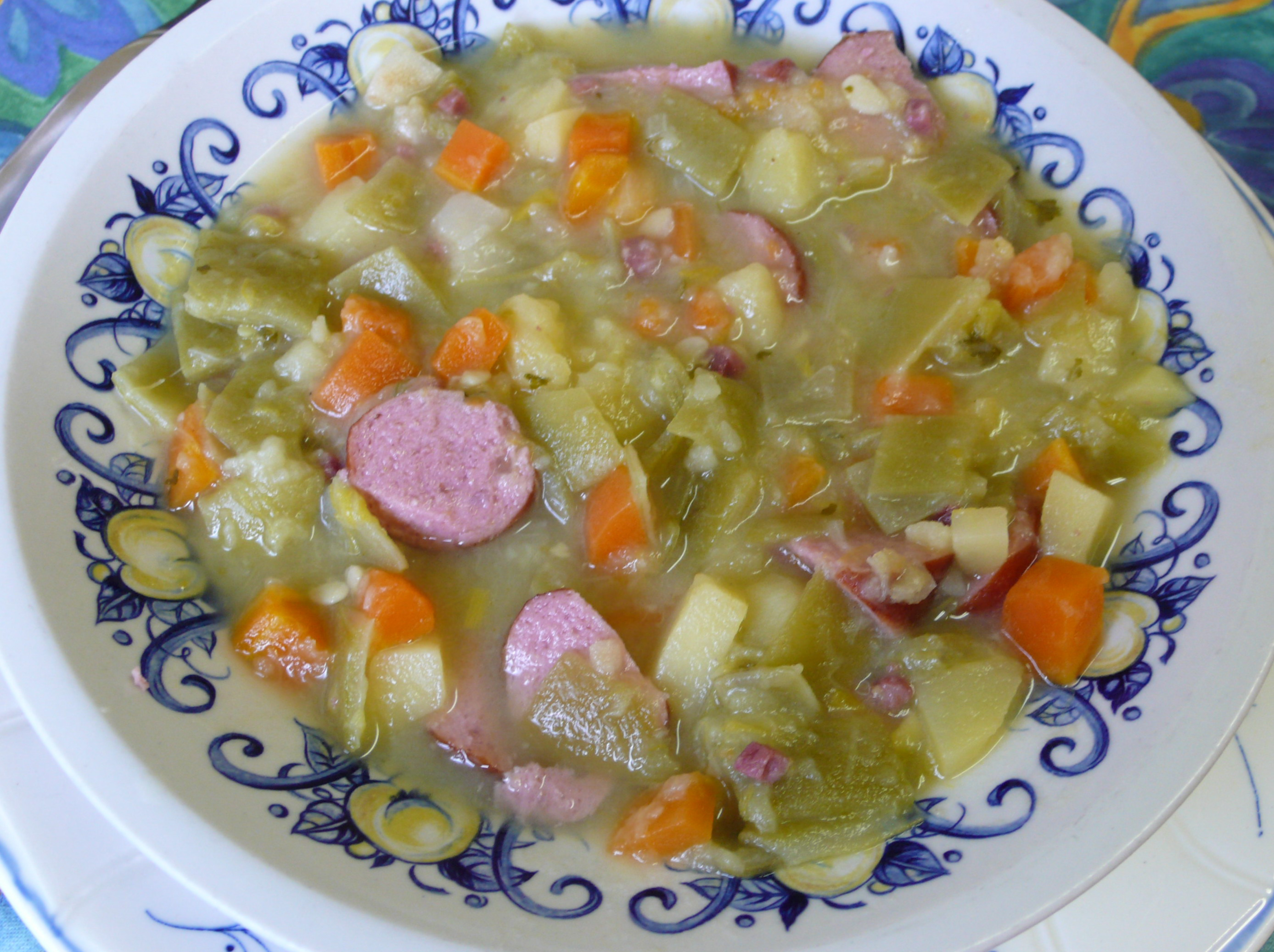
Bouneschlupp.

- Bouneschlupp, soupe aux haricots verts, pommes de terre, Mettwurscht
- Ënnenzopp, soupe aux oignons

## Les plats
- Judd mat Gaardebounen, collet de porc fumé accompagné de fèves des marais
- Gromperekichelcher, galettes de pomme de terre aux œufs
- Gebootschte Gromperen, plat de pommes de terre au lard
- Stäerzelen, quenelles de sarrasin
- Tiirteg, galettes de pomme de terre et de choucroute
- Paschtéit, bouchée à la reine
- Kniddelen, une sorte de petites quenelles au bacon et sauce blanche

## Les desserts et pâtisseries
- Quetschentaart, tarte aux prunes

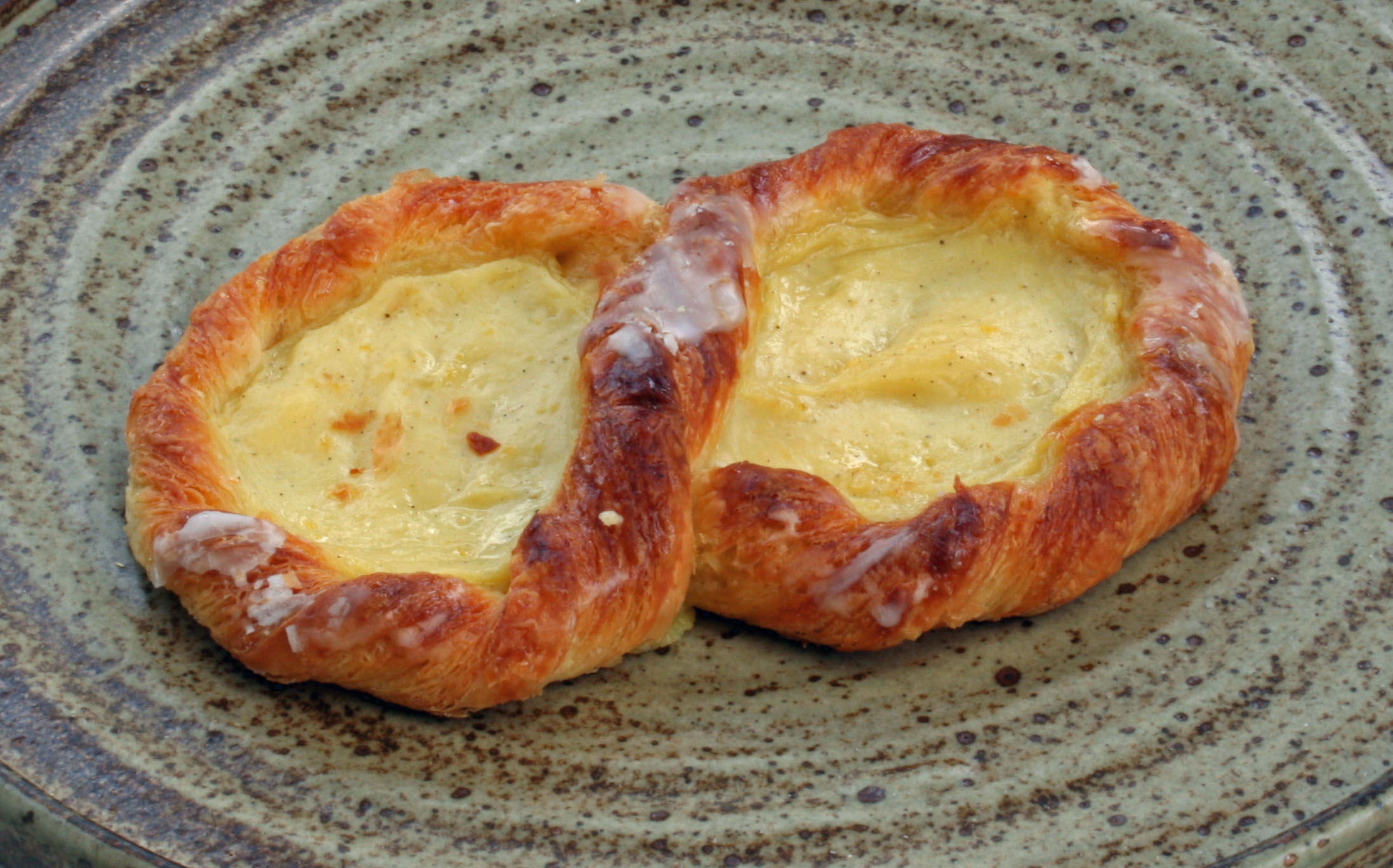
Aachtchen.

- Bretzel, sucré couvert d'amandes, que l'on trouve presque uniquement à la Mi-Carême
- Boxemännchen, bonhomme brioché que l'on trouve uniquement pendant la période de Noël
- Kéistaart, gâteau au fromage frais

## Les boissons
- Le Crémant luxembourgeois (AOC)
- Le Maitrank